# Yudeok-dong
Yudeok-dong (koreanska: 유덕동) är en stadsdel i stadsdistriktet Seo-gu i staden Gwangju i den sydvästra delen av Sydkorea,  270 km söder om huvudstaden Seoul.